# Новское
Новское — деревня в Камешковском районе Владимирской области России, входит в состав муниципального образования Второвское.

## География
Деревня расположена в 14 км на юго-запад от центра поселения села Второво, в 19 км на восток от Владимира и в 28 км на юго-запад от Камешково.

## История
В конце XIX — начале XX века деревня входила в состав Давыдовской волости Владимирского уезда. В 1859 году в деревне числилось 43 дворов, в 1905 году — 65 дворов, в 1926 году — 68 хозяйств.
С 1929 года деревня входила в состав Аксенцевского сельсовета Владимирского района, с 1940 года — в составе Давыдовского сельсовета Камешковского района, с 2005 года — в составе муниципального образования Второвское.

## Население
| 1859 | 1905 | 1926 |
| ---- | ---- | ---- |
| 249  | 335  | 332  |

| 1859 | 1905 | 1926 | 2002 | 2010 | 2021 |
| ---- | ---- | ---- | ---- | ---- | ---- |
| 249  | ↗335 | ↘332 | ↘60  | ↘44  | ↗84  |